# Дисфункција
Дисфункција је појам који је увео у ширу употребу амерички теоретичар Роберт Мертон, у настојању да прошири појмовни оквир функционализма којем се приговарало да обраћа пажњу само на позитивна дејства друштвених појава у односу на друштво као целину. Зато се под појмом дисфункција означава поремећај или несклад у функционисању који је изазван дејством неке друштвене појаве, скупине или појединачне делатности. Такво дејство наноси штету функционисању, кохезији, опстанку неке друштвене скупине или заједнице. Такође, овај израз се употребљава и у смислу несклада у функционисању организма као целине, извесног његовог органа или неке физиолошке и психолошке или социјалне функције.